# Paulinho
Paulinho är ett portugisiskt diminutivt namn.
Namnet används ofta som ett smeknamn för olika personer som heter Paulo (Paul -inho, den lilla Paul).

## Personer som heter Paulinho
- Paulinho Da Costa, brasiliansk fusionpercussionist
- Paulinho Guará, brasiliansk fotbollsspelare
- Paulino Lopes Tavares, fotbollsspelare

## Personer med Paulinho som artistnamn eller smeknamn
- Paulo José de Oliveira, brasiliansk fotbollsspelare, tidigare i bland annat BK Häcken och Hammarby IF
- Paulo Henrique Sampaio Filho, brasiliansk fotbollsspelare i Bayer Leverkusen
- Sérgio Paulinho, portugisisk tävlingscyklist, riktigt namn Sérgio Miguel Moreira
- Paulo Sérgio Betanin, brasiliansk fotbollsspelare
- José Paulo Bezerra Maciel Júnior, brasiliansk fotbollsspelare